# Universal Life Church
Universal Life Church (ULC) – niedenominacyjny kościół wywodzący się z Modesto, Kalifornia, USA. Głównym celem tej organizacji jest obrona wolności religijnej.

## Historia kościoła
Założycielem tego ruchu religijnego był Kirby J. Hensley, pastor ordynowany w młodym wieku przez jeden z kościołów baptystycznych. Wiele lat służył w lokalnych kościołach baptystycznych, a także zielonoświątkowych jako kaznodzieja. Założył kilka kościołów w stanach Oklahoma i Kalifornia. We wspólnotach, które znał brakowało mu miejsca dla każdego, bez względu na wierzenia danej osoby. Z tego braku narodził się pomysł utworzenia kościoła uniwersalnego, który mógłby zrzeszać ludzi wszelkich narodów, wyznań, poglądów. Dokonał tego 2 maja 1962 roku w średniej wielkości, rolniczym mieście – Modesto, w Kalifornii.
Universal Life Church już od samego początku bardzo prężnie się rozwijał. W latach sześćdziesiątych i siedemdziesiątych ubiegłego wieku wiele osób chciało stać się członkiem kościoła, ponieważ panowało powszechne przekonanie, że będąc duchownym, oficjalnie uznawanego przez wszystkie stany USA, można uniknąć wysłania na front w Wietnamie, a także można otrzymać ulgi podatkowe przyznawane duchowieństwu. Obie te informacje okazały się być fałszywe.
Kirby J. Hensley „stał się czymś w rodzaju bohatera ludowego wśród młodych”. Założony przez niego kościół w znacznym tempie zyskiwał na popularności dzięki licznym publikacjom dotyczącym założyciela na łamach takich czasopism jak „The Rolling Stones”. Już w 1974 roku ULC liczyło około miliona członków. W tym samym roku sędzia federalny orzekł, że kościół założony przez Hensley’a w świetle 1. poprawki do Konstytucji jest na równi z innymi kościołami i kwalifikuje się do częściowego zwolnienia od podatku.

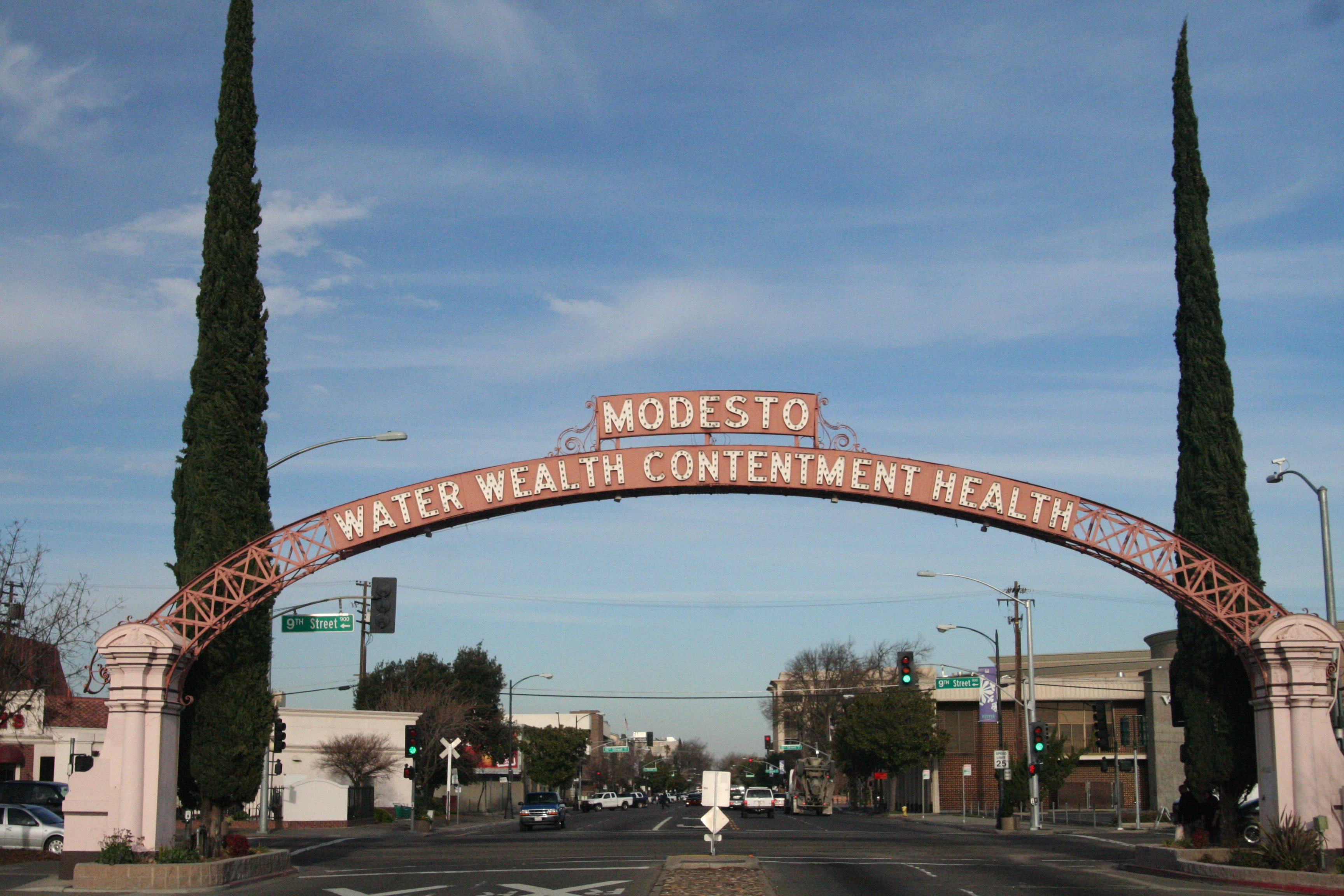
Modesto – miasto, w którym założono ULC

Kongregacja Universal Life Church z Modesto napotkała trudności, starawszy się utrzymać kontrolę nad potomnymi podmiotami, gdy liczba afiliacji ULC rosła. Istnieje wiele grup działających pod nazwą ULC, z których większość w praktyce nie jest powiązana. W tym okresie Urząd Skarbowy (IRS) stał się podejrzliwy wobec działań mających na celu unikanie podatków, konstatując, że Hensley, ULC z Modesto i kościoły stowarzyszone pod jego nazwą promowały schematy unikania podatków w periodykach kościelnych. W rezultacie IRS wycofał status zwolnienia podatkowego ULC z Modesto w 1984 roku. W ciągu następnych 16 lat Hensley i jego rodzina walczyli w sądzie z IRS o sporne płatności podatkowe. Sprawa została rozstrzygnięta w 2000 roku, kiedy kongregacja z Modesto zgodziła się zapłacić 1,5 miliona dolarów zaległych podatków.
Do 1999 roku ULC zaczęło oferować formularz zgłoszenia prośby o ordynację online. Relacje prasowe o dziennikarzach i celebrytach (np. Adele, Lady Gaga czy sir Ian McKellen) będących ordynowanymi w celu przewodniczenia ceremoniom ślubnym pomogły zwiększyć popularność tego sposobu zgłaszania prośby o ordynowanie. W latach 1962–2008 ULC ordynowało ponad 18 milionów osób na całym świecie. Według wewnętrznego badania przeprowadzonego przez stronę weselną The Knot i opublikowanego przez Baltimore Sun w 2016 roku, 43% par w USA w 2016 roku wybrało przyjaciela lub członka rodziny do przewodniczenia swojej ceremonii ślubnej, w porównaniu do 29% w 2009 roku.
Po śmierci Kirby’ego Hensley’a w 1999 roku rozłam organizacyjny doprowadził do powstania ULC Monastery (ULCM; obecnie z siedzibą w Seattle pod nazwą „Universal Life Church Ministries”), które pozostaje niepowiązane z grupą Modesto. ULCM formalnie odłączyło się od ULC w 2006 roku w wyniku sporów finansowych, prawnych i filozoficznych między tymi dwoma organami i zaczęło samodzielnie ordynować duchownych.

## Doktryna i wierzenia
Kościół stworzony przez Hensley’a zgodnie z założeniami jest kościołem dla każdego, więc nie narzuca nikomu określonych wierzeń. Jedyna doktryna głoszona przez Universal Life Church to: „Czyń to, co jest prawe.”. Interpretację tego, co jest prawe kościół pozostawia swoim członkom.
Publikacja Departamentu Armii Stanów Zjednoczonych „Religious Requirements and Practices: A Handbook for Chaplains” podsumowała doktryny Universal Life Church w następujący sposób:
„ULC ma tylko jedno wierzenie. Wierzą w to, co jest prawe i w prawo każdej osoby do interpretowania, co jest prawe. ULC nie ma credo ani autorytatywnej księgi, takiej jak Biblia. Osoby pragnące dowiedzieć się więcej o kościele mogą otrzymać jego periodyk „Universal Life” i inne materiały, które publikuje jego międzynarodowa centrala... ULC jest otwarty i akceptujący dla ludzi wszystkich religii. Jest przeciwny tylko tym religiom, które próbują odmawiać wolności religijnej. Każdy duchowny w ULC może ordynować nowych członków... ULC nie ma określonych świąt, choć lokalne zgromadzenia obchodzą szeroki wachlarz świąt. Są dwa zgromadzenia (konwencje) każdego roku na wiosnę i na jesień, podczas których członkowie i ministrowie spotykają się na obchody i prowadzenie działalności.
Według Lewisa, Hensley osobiście wierzył w reinkarnację, w Jezusa jako człowieka, oraz „w ponowne zjednoczenie wszystkich religii i rządów pod sztandarem Universal Life w ciągu trzydziestu lat”; jednak żadne z tych wierzeń nie były doktrynalne dla ULC, które pozwalało członkom na podążanie za własnymi doktrynami. Podręcznik dla kapelanów armii USA również zauważa, że ULC „ma bardzo luźną strukturę”, z tymi, którzy zostali wyświęceni. Dodatkowo zauważa, że duchowni kościoła „mogą wykonywać wszelkie funkcje normalnie kojarzone z duchowieństwem, w tym prowadzenie ślubów, pogrzebów itd.”, oraz że „nie jest wymagana wspólna modlitwa, ale lokalne zgromadzenia są zobowiązane do regularnych spotkań”. ULC nie ma żadnych ograniczeń medycznych ani dietetycznych, ani też szczególnych wymagań dotyczących pochówku. W odniesieniu do służby wojskowej, podręcznik zauważa, że ULC nie ma doktrynalnych zastrzeżeń wobec służby wojskowej, ale „szanuje indywidualne opinie swoich członków”.

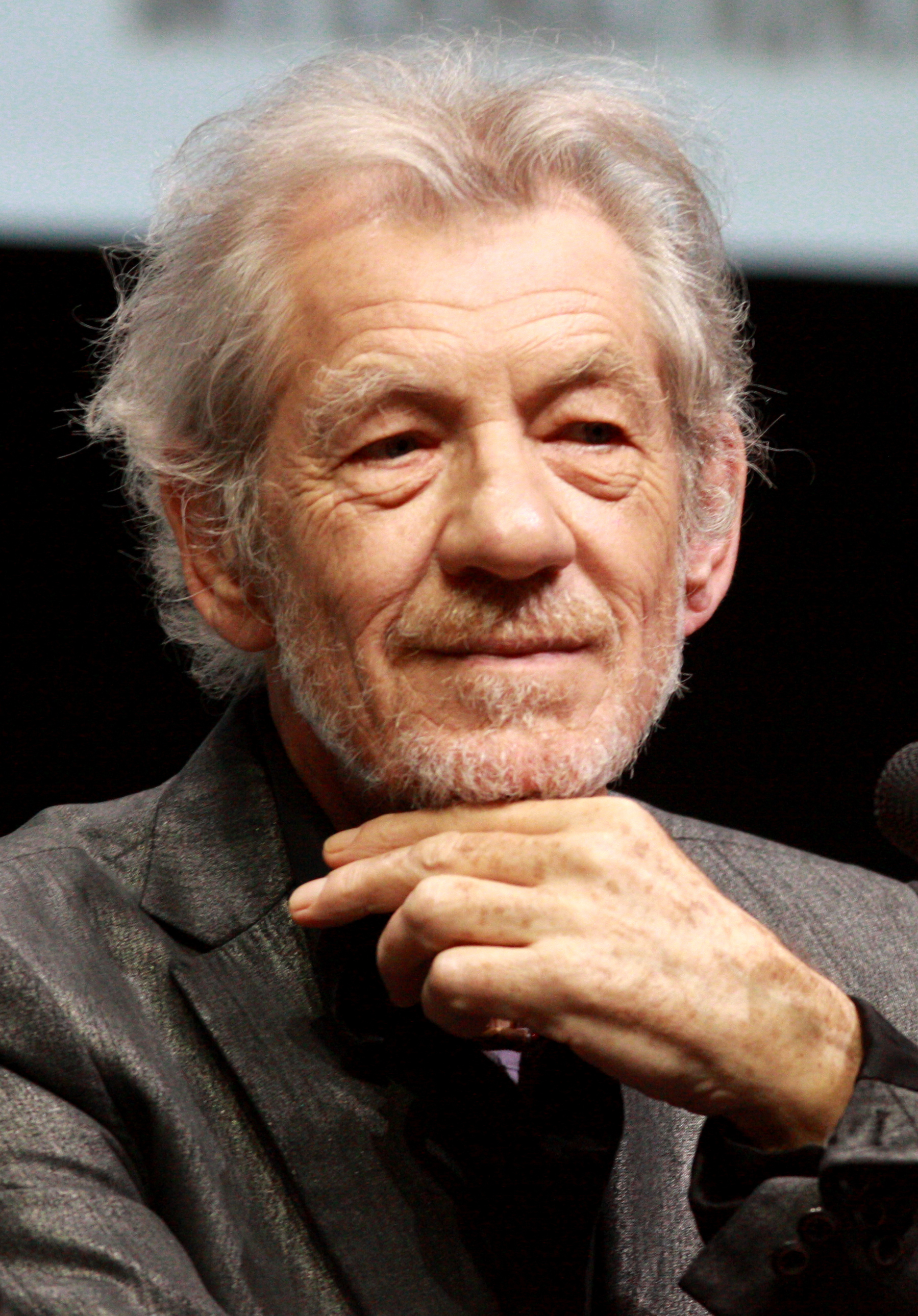
Sir Ian McKellen – jeden z duchownych ULC.

## Duchowni
W odróżnieniu od większości kościołów Universal Life Church zrzesza więcej osób duchownych niż wiernych. Aby zostać duchownym United Life Church należy mailowo lub przez formularz na oficjalnej stronie internetowej zgłosić chęć bycia ordynowanym w kościele. Prośba następnie jest osobiście rozpatrywana przez pracowników United Life Church Headquarters. Pozytywne rozpatrzenie wniosku skutkuje ordynacją przez Andre J. Hensley’a – obecnie urzędującego przewodniczącego ULC i wysłaniem pocztą „Credentials of ministry” – dokumentu poświadczającego legalną ordynację w kościele.
Duchowni mają prawo do ordynowania nowych członków ULC, zakładania kongregacji afiliowanych przez Universal Life Church Headquarters, wykonywania wszystkich czynności kultu na równych prawach jak duchowni innych kościołów, a także udzielania oficjalnych ślubów w większości stanów USA i w kilku innych krajach.
Ordynacja nie wiąże się z żadnymi kosztami, jest dożywotnia i każdy duchowny ma prawo do rezygnacji ze stanu duchownego w dowolnym momencie.
Obecnie ULC podaje, że ordynowało około 22 milionów duchownych.

## Wierni
Wierni Universal Life Church nie są rejestrowani przez Universal Life Church Headquarters, więc ich łączna liczba nie jest znana. Około 30% duchownych ordynowanych przez ULC swoją ordynację wykorzystuje do celów duszpasterskich. Część z nich zakłada kongregacje, które są oficjalnie uznane przez ULCHQ. Wierni zatem nie są zrzeszani bezpośrednio w ULC, ale w afiliowanych kongregacjach. Kongregacje są zakładane na całym świecie. Od kilku lat Universal Life Church działa także w Polsce. Główna kongregacja ma siedzibę we Wrocławiu, ale duchowni deklarują budowanie wspólnot także w Warszawie, Gdańsku, Łodzi i na Górnym Śląsku.

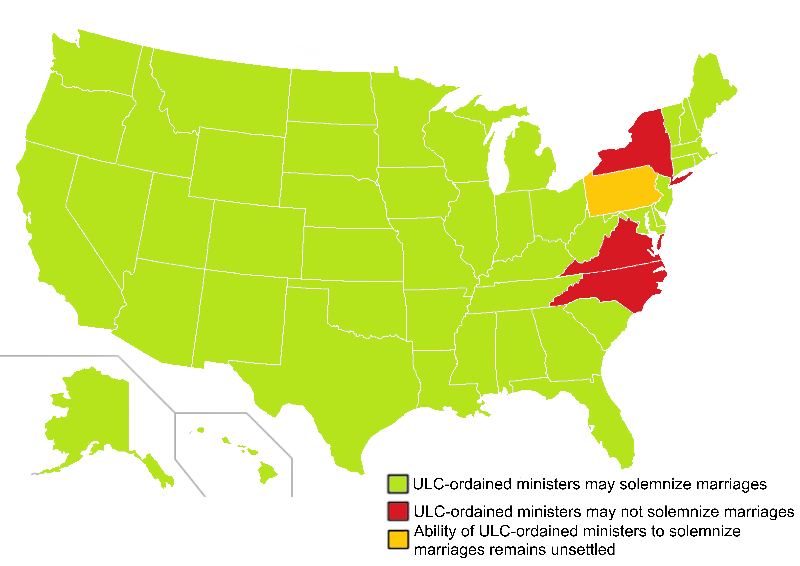
Mapa przedstawiająca uprawnienia duchownych ULC do udzielania małżeństwa w poszczególnych stanach USA.

## Status prawny
Status prawny Universal Life Church obejmuje zbiór orzeczeń sądowych i oświadczeń organów wykonawczych państw, które określają, jakie prawa posiada ULC i porównywalne organizacje jako organizacje religijne.
W odniesieniu do ważności święceń do celów przewodniczenia przez duchownych ceremoniom o skutkach cywilnych, takich jak małżeństwa, poszczególne stany USA i inne kraje, w tym Wielka Brytania, podjęły różne decyzje, czasami opierając swoje decyzje na tym, czy święcenie zostało uzyskane osobiście czy za pośrednictwem mediów zdalnych, takich jak poczta, telefon czy internet. Od 2016 roku wszyscy wyświęceni przez ULC mogą udzielać ślubów w Stanach Zjednoczonych i Wielkiej Brytanii [potrzebne źródło]. Status zwolnienia podatkowego organizacji oraz kongregacji utworzonych przez osoby, które zostały wyświęcone przez ULC, również stał się kwestią sporną wśród prawników. Urząd Skarbowy USA (IRS) i HM Revenue and Customs (HMRC) początkowo przyjęły negatywne stanowisko wobec ULC i czasami starały się zlikwidować status zwolnienia podatkowego organizacji na podstawie różnych teorii, z różnymi wynikami.
W sprawie Universal Life Church Inc. przeciwko Stanom Zjednoczonym z 1964 roku, Sąd Rejonowy Stanów Zjednoczonych dla Wschodniego Dystryktu Kalifornii orzekł, że sąd nie będzie „promować ani potępiać religii, bez względu na to, jak doskonała, fanatyczna czy absurdalna może się wydawać”, ponieważ „takie działanie naruszałoby gwarancje 1. poprawki...”. Wszystkie kolejne sprawy orzekały na korzyść ULC jako legalnego i ważnego kościoła. „Podręcznik dla kapelanów wojskowych USA” wymienia ULC jako uznany kościół.
W latach 70. XX wieku Urząd Skarbowy (IRS) pozwał ULC, argumentując, że ULC nie może być uważany za grupę religijną. IRS odmówił Kościołowi przyznania statusu zwolnienia podatkowego w 1969 roku i ponownie w 1970 roku, uzasadniając to tym, że Kościół angażował się w działalność poza działalnością religijną przewidzianą przez przepisy kodeksu podatkowego dotyczące organizacji charytatywnych § 501(c)(3). Po opłaceniu podatków i odsetek należnych za rok podatkowy kończący się 30 kwietnia 1969 roku, Kościół wniósł pozew o zwrot i zwyciężył w sprawie Universal Life Church przeciwko Stanom Zjednoczonym, z orzeczeniem sędziego Jamesa F. Battina na korzyść ULC. Sąd okręgowy uznał, że kwestionowane działań typowych dla związków wyznaniowych (ordynowanie duchownych, afiliowanie kongregacji i wydawanie honorowych doktoratów) nie było na tyle istotnym argumentem, aby uzasadniać tym odmowę zwolnienia podatkowego.
Orzeczenie Sądu Najwyższego Australii z 1983 roku, że religia nie musi wierzyć w Boga, aby być rozpoznawaną prawnie, zostało odebrane jako umożliwienie działalności ULC i podobnych kościołów w Australii. W następnym roku, w Stanach Zjednoczonych, IRS ponownie odebrał kościołowi status zwolnienia podatkowego. Kościół wniósł o orzeczenie deklaracyjne w Sądzie ds. Roszczeń Federalnych Stanów Zjednoczonych w odniesieniu do swojego statusu zwolnienia podatkowego za lata objęte sprawą. Sąd ds. Roszczeń Federalnych utrzymał w mocy decyzję o cofnięciu zwolnienia podatkowego, uzasadniając to tym, że Kościół nie był prowadzony wyłącznie w celach zwolnionych z opodatkowania, jak wymaga I.R.C. § 501(c)(3); udzielał porad podatkowych swoim duchownym i nie kontrolował działalności afiliowanych kongregacji.
W 1997 roku Sąd Apelacyjny Stanów Zjednoczonych dla Dziewiątego Okręgu również utrzymał w mocy decyzję IRS o cofnięciu statusu § 501(c)(3) wobec proceduralnego wyzwania dotyczącego terminu tego cofnięcia. Różne procesy sądowe zostały rozstrzygnięte w 2000 roku, kiedy kościół zgodził się zapłacić 1,5 miliona dolarów zaległych podatków. W 2001 roku uczony religioznawca James R. Lewis napisał, że IRS „zawsze podejrzewał ULC o bycie jedynie unikiem podatkowym”, zauważając, że IRS kiedyś orzekł, że „kongregacje ULC nie mogą otrzymać statusu zwolnienia podatkowego, ponieważ nie miały formalnych wierzeń”, co zostało odrzucone przez orzeczenie sądu federalnego, które stwierdziło, że „pierwsza poprawka zabrania jakiejkolwiek gałęzi rządu nakazywać jakiemukolwiek kościołowi, czy musi mieć wierzenia, czy nie”. Ogólnie rzecz biorąc, IRS orzekał w niektórych latach, ale w innych już nie, że kościół i różne grupy, które z niego powstały, były zwolnione z podatków, w zależności od takich kwestii, jak składanie rocznych oświadczeń.
Większość stanów USA uznaje kościół za legalny podmiot, rozszerzając uznanie na jego duchownych. Nie wszystkie stany uznają ULC za organizację non-profit; w związku z tym każdy duchowny musi samodzielnie określić swój status prawny. ULC wspiera swoich duchownych, którzy napotykają problemy z uznaniem ich w swoim rodzimym stanie lub kraju.

## Krytyka
ULC czasami był krytykowany za swoją otwartość i łatwość ordynacji. Niektórzy ludzie, zazwyczaj dla żartu, składają wnioski o święcenia dla swoich zwierząt. ULC próbował ograniczyć święcenia zwierząt, ale jeśli imię na wniosku wydaje się być prawdziwe, wniosek prawdopodobnie zostanie zatwierdzony. Strona internetowa ULC ostrzega przed oszukańczymi wnioskami o święcenia, w tym próbami wyświęcenia zwierząt: „Nikt nie jest odrzucany ze względu na swoje imię, ale musimy chronić integralność naszych rejestrów przed tymi, którzy oszukańczo składają wnioski o święcenia dla zwierząt, obscenicznych imion itp. Wnioskowanie o święcenia w imieniu fikcyjnej osoby lub zwierzęcia, lub złożenie wniosku w imieniu osoby bez jej zgody jest oszustwem i może prowadzić do postępowania karnego”.